# Districtul Brezno

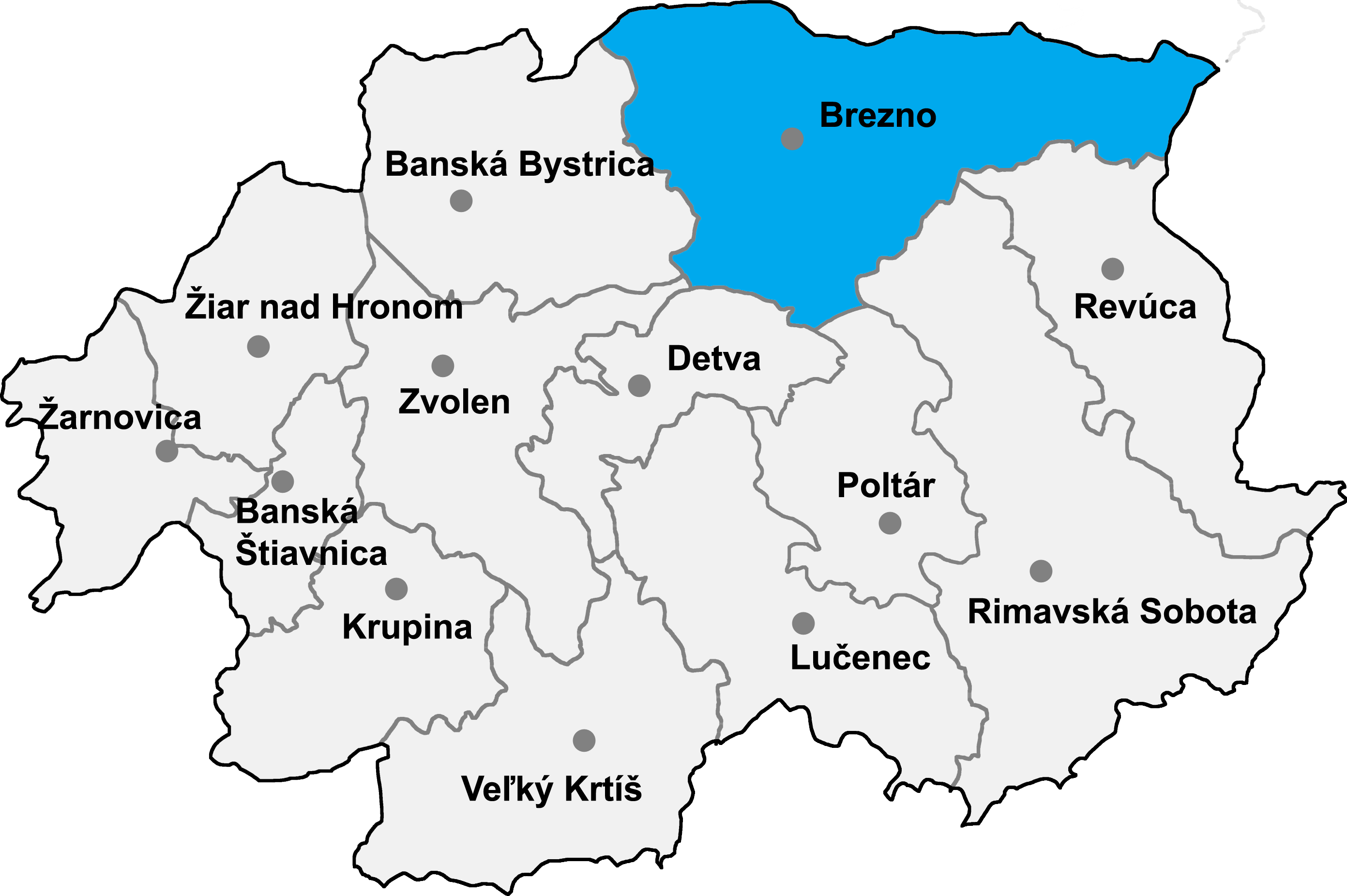
Districtul Brezno

Districtul Brezno (okres Brezno) este un district în Regiunea Banská Bystrica din Slovacia centrală. A fost înființat în 1923, iar limitele din prezent există din 1996.

## Demografie
| An:                | 1994   | 2004   | 2014   | 2024   |
| ------------------ | ------ | ------ | ------ | ------ |
| Număr de persoane: | 66.424 | 65.080 | 62.971 | 57.916 |
| Diferență:         |        | −2,02% | −3,24% | −8,02% |

| An:                | 2023   | 2024   |
| ------------------ | ------ | ------ |
| Număr de persoane: | 58.297 | 57.916 |
| Diferență:         |        | −0,65% |

## Comune
- Bacúch
- Beňuš
- Braväcovo
- Brezno
- Bystrá
- Čierny Balog
- Dolná Lehota
- Drábsko
- Heľpa
- Horná Lehota
- Hronec
- Jarabá
- Jasenie
- Lom nad Rimavicou
- Michalová
- Mýto pod Ďumbierom
- Nemecká
- Osrblie
- Podbrezová
- Pohorelá
- Pohronská Polhora
- Polomka
- Predajná
- Ráztoka
- Sihla
- Šumiac
- Telgárt
- Valaská
- Vaľkovňa
- Závadka nad Hronom